# Гребен (планина)
Вижте пояснителната страница за други значения на Гребен.
Грѐбен е гранична планина между България и Република Сърбия. Разположена е източно от Руй планина между Завалската планина в България и Влашка планина в Западните покрайнини, днес отвъд сръбската граница. Планината е изградена главно от карбонски пясъчници и кредни варовици. Река Ерма, течаща между Гребен и Влашка планина, оформя изключително красивото Погановско ждрело в Западните покрайнини. На българска територия, след прокарването на границата в 1920 г. по Ньойския договор, остава съвсем малка част от югоизточния склон.
Най-високият връх на планината е Дзиглина ливада, висок 1337 м. Той е отвъд границата на сръбска територия.
Най-висок връх на българска територия е връх Голеш. С надморска височина от 1156 м. Маршрутът до върха е сравнително обрасъл.
На българска територия е връх Драговски камък (1118 м). Северното му чело му е с форма на висока пирамида, затова е наричан „Трънският Матерхорн“. Върхът е праисторическа, антична и късноантична крепост. Намира се между трънските села Врабча и Филиповци. Най-подходяща изходна точка за изкачване е първата махала на село Врабча. Поема се надясно след махалата и се изкачва каменисто възвишение, обрасло с гора. След като се изкачи се върви само по билото и след около 20 минути се достига върха. Друг вариант за изкачване на Драговски камък е Драговската махала на с. Филиповци.
На българска територия е и връх Гарванов камък (1008 м). Върхът се намира на най-северната част от било с разнообразни скали и камъни с причудливи форми, на някои от които има издълбани символи. Мястото е тракийско светилище. От него се открива чудесна гледка към Руй и задграничната част от Гребен и Влашка планина. Лятно време има много пепелянки. Общо изкачването трае не повече от един час.

## Други
На Гребен планина е наречена улица в квартал „Лозенец“ в София (Карта).
- Връх Драговски камък